# Duracel
I Duracel sono un gruppo musicale pop punk italiano originario di Meolo (Venezia).

## Storia del gruppo
Iniziano a suonare le prime cover nell'ottobre del 2003 in una vecchia casa di campagna. La formazione, inizialmente a tre, conta Marco Zamuner, soprannominato Zamu (voce, basso e songwriter dell'intera produzione della band) e i fratelli Valentino (Vale) e Leonardo (Bocia) Cadamuro, rispettivamente alla chitarra e alla batteria. Con l'ingresso di un ulteriore chitarrista, Andrea Storgato (Umbre), iniziano a prendere forma in un paio d'anni le prime canzoni, raccolte nei demo Che bei momenti e Come si vola.
Nel maggio 2005, dopo un biennio di gavetta nel Veneto, sono vincitori di un concorso per band emergenti a Campagna Lupia, aggiudicandosi anche il premio come miglior testo per il singolo Una storiella. Decidono così di investire sulla pubblicazione di un primo disco, Decido io, composto da 11 brani. I quattro veneziani iniziano a condividere il palco con gruppi storici della scena italiana, come Derozer, Tre Allegri Ragazzi Morti, FFD, Cattive Abitudini, L'Invasione degli Omini Verdi, e, successivamente, con alcuni nomi del punk rock mondiale, come NOFX, Marky Ramone, Queers, Teenage Bottlerocket, Apers e molti altri.
Nel 2007 firmano con l'etichetta indipendente Indiebox, per pubblicare all'inizio dell'anno successivo il secondo album Domani è come oggi, 13 brani, uscito nei negozi il 14 febbraio 2008.
L'accoglienza della critica è positiva, e l'album riceve buone recensioni su riviste come Rocksound e su varie webzine e fanzine nazionali ed estere. Mentre i brani dei Duracel cominciano a circolare su compilation nazionali ed internazionali di settore, inizia il loro tour che li vede impegnati nella penisola. Inoltre il 13 settembre 2008, sotto una pioggia battente, aprono il concerto-reunion dei Peter Punk. Nel frattempo i Duracel entrano in studio e si preparano ad un nuovo album. L'album è già orientato verso una linea di morbida e giocosa polemica contro gli stereotipi tipici del mondo giovanile contemporaneo. Il brano 'Non sarò mai una star', ad esempio, è una chiara presa in giro ai Finley, brano criticato dai fan dei Finley e sostenuto dagli "anti-Finley", suscitando diversi dibattiti nel web. A detta dei Duracel: "In realtà noi non abbiamo nulla contro di loro (...), quando si arriva al successo, come quei quattro ragazzi, si deve prendere tutto ciò che questo comporta".
Il 6 novembre 2009 esce La fabbrica dei mostri, 13 brani, sempre per Indiebox. I Duracel presentano anche il loro primo videoclip, "Non mi piace ballare" girato sulle note del brano n.9 che ha il medesimo titolo. Il disco li porta ad iniziare un nuovo tour che li riporterà in molte delle maggiori città italiane; il 29 novembre 2009 la band viene premiata al MEI (Meeting Etichette Indipendenti di Faenza) come "Miglior Punk Band Italiana 2009".
Il 15 ottobre 2011 esce Nati negli anni '80, 12 brani, preceduto dall'uscita del video clip del singolo Nati negli anni '80 presentato il 15 ottobre a Milano. Questo disco, prodotto negli Stati Uniti, denota un certo cambiamento rispetto alle composizioni tradizionali della band. I testi si affinano, e diventa più aspra la polemica verso gli stereotipi tipici del mondo in cui viviamo, tema questo onnipresente nelle ultime produzioni della band. Il tour italiano li impegna per tutto il 2012 e buona parte del 2013, anno in cui accompagnano il tour-reunion dei Derozer come supporter ufficiali nelle principali città italiane.
Il 28 gennaio 2014 esce L'Ora D'Aria, quarta fatica della band. Il disco ha avuto ottime recensioni dalla critica e dal pubblico. Il primo concerto di presentazione dell'album si è tenuto al New Age di Roncade il 1º marzo 2014 registrando il sold out. Il sito Rockit definisce L'Ora D'Aria " Un buon disco per gli amanti del genere, i suoni sono perfetti e gli arrangiamenti molto curati e mai scontati, specchio dei dieci anni di carriera della band. Per chi ci ha passato l'adolescenza ad ascoltare Green Day, Offspring o Bad Religion i riferimenti sono molto chiari: i suoni sono esattamente quelli."
Nell'inizio del 2016 avviene l'ingresso ufficiale di Zamu nella line-up dei Derozer, storica band del panorama punk rock nazionale. Nel frattempo, Vale e Il Bocia partecipano ad un progetto dedicato a Joey Ramone, arrivando a suonare, con la formazione The Italians, al tributo organizzato per il compleanno del grande vocalist della leggendaria band newyorkese, tenutosi nella Grande Mela, al Bowery Electric il 19 maggio del 2018.
L'incontro con queste nuove esperienze porta la band a una decisa evoluzione della composizione, che inizia a virare decisamente verso un punk rock più teso e veloce. Da questo processo, nell'aprile del 2018 nasce un nuovo disco, "Supermarket", sempre per la storica etichetta bresciana di riferimento, Indiebox.

## Formazione
- Marco Zamuner (Zamu) - voce, basso
- Andrea Storgato (Umbre) - chitarra
- Valentino Cadamuro (Vale) - chitarra
- Leonardo Cadamuro (El Bocia) - batteria

## Discografia
Album in studio
- 2005 - Decido io
- 2008 - Domani è come oggi
- 2009 - La fabbrica dei mostri
- 2011 - Nati negli anni '80
- 2014 - L'ora d'aria
- 2018 - Supermarket

Demo
- 2004 - Che bei momenti
- 2004 - Come si vola